# The Summer Set
The Summer Set ist eine 2007 gegründete Pop-Rock-/Powerpop-Band aus Scottsdale, Arizona. Die Gruppe besteht aus Sänger Brian Dales, Gitarrist/Pianist/Hintergrundsänger John Gomez, Bassist Stephen Gomez, zweiter Gitarrist Josh Montgomery und Schlagzeugerin Jess Bowen. The Summer Set steht zurzeit bei Fearless Records unter Vertrag und brachte bisher vier EPs und drei Studioalben heraus.
Bevor die Band bei Fearless landete, war die Gruppe bei Razor & Tie und bei The Militia Group unter Vertrag. The Summer Set tourten bereits mehrfach durch Nordamerika, Australien und Europa. Dabei spielte die Band mehrfach auf der Warped Tour, dem Bamboozle Left und auf dem Soundwave Festival. Auf ihren Konzertreisen spielte die Band unter anderem mit All Time Low, Hands Like Houses und Sleeping with Sirens.

## Geschichte

### 2007–2008: Erste Veröffentlichungen
The Summer Set wurde im Jahr 2007 von Sänger Brian Dales, Gitarrist Dillon Morris, zweiter Gitarrist John Gomez (auch Piano und Hintergrundgesang), Bassist Stephen Gomez und Schlagzeugerin Jess Bowen in Scottsdale, Arizona gegründet. Bowen und die beiden Gomez-Brüder spielten mit Kennedy Brock zuvor in einer Band namens Last Call for Camden, welche vor ihrer Auflösung mit Keep Your Feet on the Ground ein Album veröffentlichte. Brock sollte später die Rockband The Maine gründen.
Noch im November des Gründungsjahres brachte die Gruppe ihre Debüt-EP Love the Love You Have heraus, welche aus eigener Tasche finanziert wurde. Im April 2008 unterschrieb The Summer Set ihren ersten Plattenvertrag mit The Militia Group. Zwischenzeitlich wurde Dillon Morris durch Josh Montgomery an der Gitarre ersetzt. Am 24. Juni 2008 veröffentlichte die Band ihre zweite EP ... In Color als Download über ITunes und anderen Webseiten. Noch im Dezember desselben Jahres erschien die dritte EP unter dem Titel Meet Me On the Left Coast.

### 2009–2013: Wechsel zu Razor & Tie
Die Gruppe wechselte ihr Label und unterschrieb bei Razor & Tie. Am 13. Oktober 2009 erschien über der Plattenfirma das Debütalbum Love Like This. Die Band coverte das Stück Rock and Roll All Nite von Kiss, welcher auf der Punk Goes Classic Rock-Kompilation zu hören ist. Die Kompilation erschien bei Fearless Records. Am 6. Juli 2010 wurde das Debütalbum als Love Like Swift mit fünf Taylor-Swift-Coverstücken neu veröffentlicht.

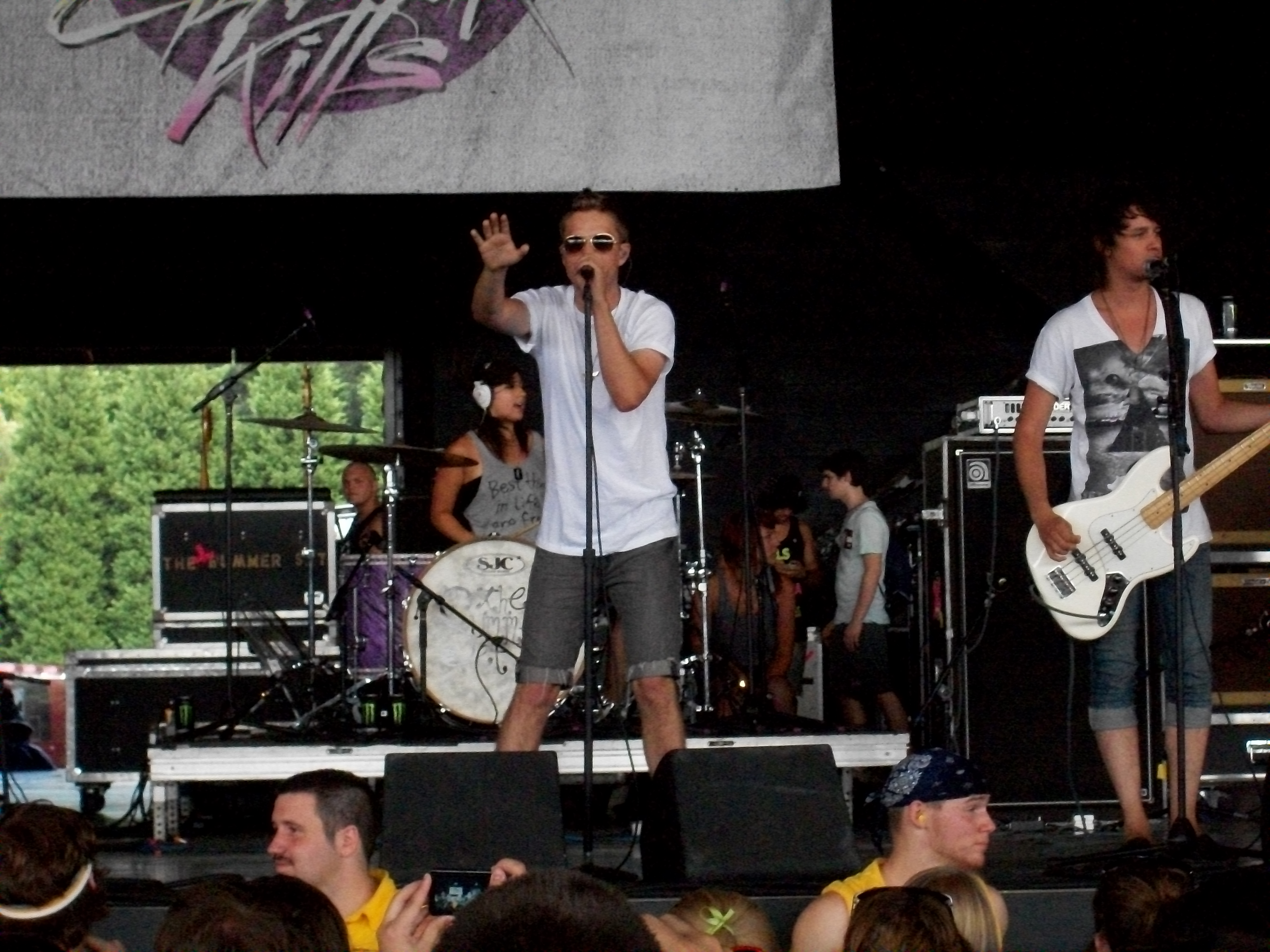
The Summer Set bei einem Auftritt in Charlotte, North Carolina im Rahmen der Warped Tour 2010.

Den Sommer des Jahres 2010 verbrachte die Band auf der kompletten Warped Tour, die durch die Vereinigten Staaten und Kanada führte. Im Anschluss tourte The Summer Set gemeinsam mit Yellowcard und Hey Monday als Vorprogramm für All Time Low auf deren Dirty Work-Tour. Das Stück Chelsea war am 5. April 2011 in der Show Dancing with the Stars zu hören. Zu diesem Lied tanzten Chelsea Kane und Mark Ballas in der Sendung. In einem Behind-the-Scenes-Video erzählte Kane, dass Sänger Brian Dales dieses Lied für sie geschrieben habe, da beide zu diesem Zeitpunkt liiert waren.
Am 19. Juli 2011 brachte die Band ihr zweites Album Everything’s Fine über Razor & Tie heraus. Produzent war John Fields, welcher auch mit Andrew W.K. arbeitete. Beim Verfassen der Lieder wurden die Musiker von Paul Doucette und Mike Daly unterstützt. Im November 2011 erschien die vierte EP What Money Can’t Buy, welche wiederum aus eigener Tasche finanziert wurde.

### Seit 2013: Fearless Records
Im Jahr 2013 wechselte die Gruppe erneut die Plattenfirma und unterzeichneten einen Plattenvertrag mit Fearless Records. Am 16. April 2013 erschien mit Legendary das Labeldebüt und zugleich das dritte Studioalbum der Gruppe. The Summer Set spielten erneut die volle Länge der Warped Tour. Danach tourte die Gruppe auf ausgewählten Konzerten mit The Getaway Plan und Hands Like Houses als Vorprogramm für Sleeping with Sirens durch Europa. Für 2014 wurde die Band erneut für die komplette Warped Tour bestätigt.
Am 21. Januar 2016 wurde mit Figure Me Out eine neue Single veröffentlicht. Außerdem wurde mit Stories for Monday das inzwischen vierte Studioalbum der Band für den 1. April 2016 angekündigt.

## Diskografie

### Alben
| Jahr | Titel Musiklabel                    | Höchstplatzierung, Gesamtwochen, AuszeichnungChartsChartplatzierungen (Jahr, Titel, Musiklabel, Platzierungen, Wochen, Auszeichnungen, Anmerkungen) | Anmerkungen                                                                             |
| Jahr | Titel Musiklabel                    | US | Anmerkungen                                                                             |
| ---- | ----------------------------------- | --- | --------------------------------------------------------------------------------------- |
| 2009 | Love Like This Razor & Tie          | US173 (1 Wo.)US | Erstveröffentlichung: 13. Oktober 2009 Wiederveröffentlichung: 2010 als Love Like Swift |
| 2011 | Everything’s Fine Razor & Tie       | US65 (1 Wo.)US | Erstveröffentlichung: 19. Juli 2011                                                     |
| 2013 | Legendary Fearless Records          | US53 (1 Wo.)US | Erstveröffentlichung: 16. April 2013                                                    |
| 2016 | Stories for Monday Fearless Records | US84 (1 Wo.)US | Erstveröffentlichung: 1. April 2016                                                     |

### EPs
- 2007: Love the Love You Have
- 2008: … In Color (The Militia Group)
- 2008: Meet Me On the Left Coast (The Militia Group)
- 2011: What Money Can’t Buy